# Hłynianka (przystanek kolejowy)
Hłynianka (ukr. Глинянка) – przystanek kolejowy w pobliżu miejscowości Hłynenka, w rejonie czernihowskim, w obwodzie czernihowskim, na Ukrainie. Położony jest na linii Homel – Czernihów.